# Iesu Communio
Iesu Communio és un orde religiós catòlic contemplatiu fundat a l'Arquebisbat de Burgos el 8 de desembre de 2010, solemnitat de la Immaculada Concepció, per la religiosa clarissa Sor Verònica, germana del bisbe de Ciutat Rodrigo Raúl Berzosa. Segons les seves constitucions, l'institut religiós es dedica a la vida contemplativa i l'evangelització dels joves.

## Història
Quan el convent de Lerma es va quedar petit per acollir totes les postulants, els franciscans li van cedir el monestir de l'Aguilera, proper al santuari i a la tomba de Pere Regalado. En aquest context van sol·licitar autorització a la Congregació per als Instituts de Vida Consagrada i Societats de Vida Apostòlica per poder ser una única Comunitat en dues seus diferents, el Santuari de San Pedro Regalado de La Aguilera i el monestir de l'Ascenssió del Senyor de Lerma, amb un únic govern i una única casa de formació. El nou monestir va ser adquirit posteriorment per l'Institut als franciscans i es va formar una comunitat amb dues seus i una sola abadessa; sent aquesta una situació única al món, concedida directament per la Santa Seu. La Santa Seu va establir que per iniciar aquesta fase tindrien exercicis espirituals del sacerdot italià Raniero Cantalamessa
El monestir autònom del Convent de Santa Clara (Lerma) es va transformar en un nou institut religiós de dret pontifici, denominat Iesu Communio que va acollir a les que fins aquell moment eren clarisses de Lerma i L'Aguilera. Es van aprovar i van confirmar les constitucions del nou institut ad experimentum per cinc anys. La mare Verónica María Berzosa va ser reconeguda com a fundadora i confirmada com Superiora general del nou institut. El monestir de l'Ascensió del nostre Senyor de Lerma va ser abandonat per la comunitat el 2015. El nunci Renzo Fratini i el cardenal Antonio María Rouco Varela van acompanyar a l'arquebisbe de Burgos en la celebració eucarística que va tenir lloc el 12 de febrer de 2011 en la Catedral de Santa Maria de Burgos quan les 186 religioses es van adherir formalment al nou institut.
La primera fundació de la comunitat va ser al juny de 2017 al Monestir de la Visitació de Santa Maria, un edifici prèviament ocupat per les religioses saleses de la localitat valenciana de Godella. Al monestir, que s'havia d'ampliar i reformar, estava previst que s'hi traslladessinn 50 monges.